# Przedecz

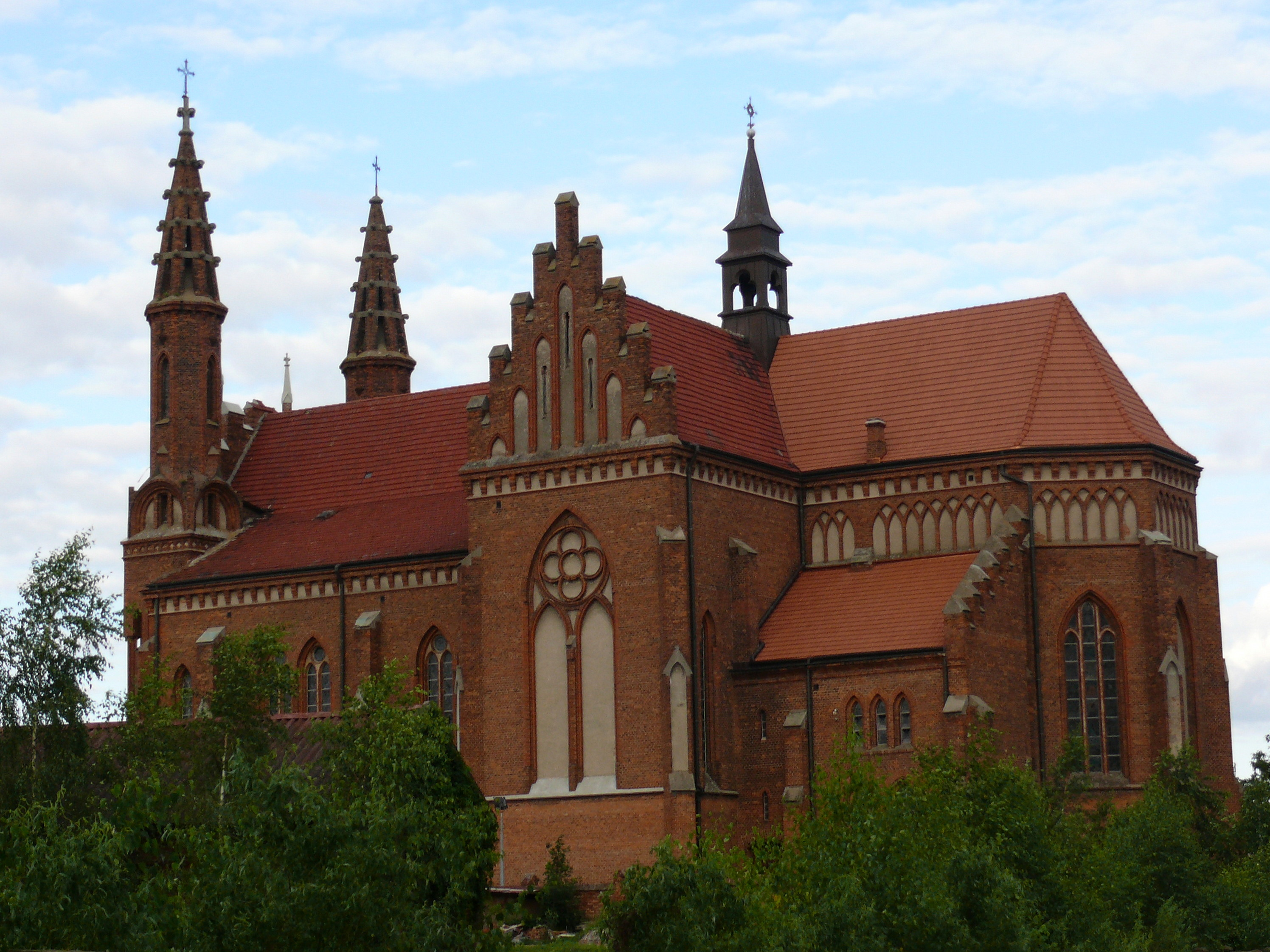

Przedecz (en allemand Mosburg) est une petite ville de Pologne, située dans la voïvodie de Grande-Pologne, powiat de Koło.

## Situation géographique
Przedecz est situé au sud-ouest de Włocławek, à 30 km de Koło et à 155 km de Poznań. Le site de la ville se trouve en bordure d’un lac, sur les hauteurs de Cujavie.
La route européenne E30 passe au sud de la ville.

## Histoire
La première mention historique de Przedecz date de 1136. Dans une bulle, le pape Innocent II cite la localité dans les possessions de l’archevêché de Gniezno. Les Chevaliers teutoniques s’emparent du fort (en terre et en bois) en 1329. Ils rebaptisent la localité Mosburg.
En 1343, à la suite de la paix de Kalisz, Przedecz réintègre le territoire polonais. Casimir III le Grand rachète Przedecz à l’archevêque de Gniezno en 1347 et y fait construire un château fort. Les travaux sont terminés en 1360. En 1365, Przedecz reçoit les privilèges urbains et devient le siège d’un staroste. En 1420, Ladislas II Jagellon accorde les droits de Magdebourg à la ville. À la même époque, Przedecz reçoit le privilège d’organiser un marché hebdomadaire et deux foires annuelles. À partir de 1454, la starostie fait partie de la dotation de la reine (Élisabeth de Habsbourg, Barbara Zápolya et Bona Sforza).
Pendant le Déluge suédois, la ville est détruite et incendiée. En 1794, à la suite du deuxième partage de la Pologne, la ville est annexée par la Prusse. En 1807, elle rejoint le Duché de Varsovie. Après le Congrès de Vienne de 1815, elle se retrouve dans le Royaume du Congrès contrôlé par les Russes. Jusqu’à l’éclatement de l’Insurrection de Novembre, Przedecz est un centre important de l’industrie drapière et textile. Par après, son isolement par rapport au réseau de transport a provoqué un déclin inexorable. En 1867, Przedecz perd son statut de ville. Celui-ci n’est récupéré qu’en 1919. En 1939, la ville compte 3 600 habitants. Après la Seconde Guerre mondiale, la ville n’a jamais retrouvé son lustre d’antan.
La communauté juive était historiquement important dans la ville. Ils étaient 769 membres à l'arrivée des allemands. En 1940, les allemands brûlent la synagogue. Sur 769 Juifs, la moitiés sont envoyés aux travaux forcés où ils meurent de faim et de maladie. Les autres sont enfermés dans un ghetto situé sur la place du marché où de nombreux mdécèdent des mauvais traitement. Le 24 avril 1942, ils sont envoyés au Camp d'extermination de Chełmno pour y être assassinés (en)(histoire de la communauté juive de Przedecz).

## Monuments
- Le donjon, qui est un vestige du château construit par Casimir III le Grand.
- L’église luthérienne de la fin du XVIIe siècle, aujourd’hui transformée en maison de la culture.
- L’église de la saint Famille (1904-1909)
- L’hôtel de ville néoclassique (1826)